# جی. لری نیکولز
جی. لری نیکولز (به انگلیسی: J. Larry Nichols) (زاده ۶ ژوئیه ۱۹۴۲) کارآفرین، وکیل، سرمایه‌دار و مدیر اجرایی آمریکایی است، که در حال حاضر به‌عنوان رئیس هیئت مدیره شرکت دوان انرژی فعالیت می‌نماید. وی این شرکت را در سال ۱۹۷۱ تأسیس نمود.